# EMule MagicAngel Mod
eMule MagicAngel Mod，简称MagicAngel Mod、MagicAngel或MA，是基于官方eMule和eMule MorphXT Mod开发的一款自由开源的P2P文件共享软件。它是一个eMule Mod，遵循GNU GPL。MagicAngel的中文别称为“魔法天使”。

## 历史
eMule MagicAngel Mod的软件源码于2006年2月21日发布在了SourceForge上，原作者为sfrqlxert。
- 2009年6月26日最新的eMule v0.49c MagicAngel v3.8 Alpha由Gomez82发布。
- 2011年2月12日更新至eMule 0.50a Magic Angel 4.0由YumeYao负责更新和发布。

## 功能
eMule MagicAngel Mod调整了文件发布和重新请求，增加快速开始等实用功能。MagicAngel使用eMule Xtreme Mod的动态反吸血驴保护（DLP），同时也自带有反吸血功能Argos，对不同的吸血驴有具体的惩罚方式选择。